# Cadenes globals de cures
El terme cadenes globals de cures, introduït per la sociòloga nord-americana, Arlie R. Hochschild a l'any 2000, en paraules d'Amaia Orozco, són, “cadenes de dimensions transnacionals que es conformen amb l'objectiu de sostenir quotidianament la vida, i en les quals les llars es transfereixen treballs de cures dels uns aals altres sobre la base d'eixos de poder, entre els quals, és necessari destacar el gènere, la ètnia, la classe social, i el lloc de procedència.”
Principalment, respon al " sistema" compost per dones migrants que es dediquen a les feines de cures, bé com a treballadores de la llar, encarregades de la cura de menors i/o majors, o de la gestió de la llar, o bé contractades pel sector públic, per realitzar els diferents tipus de serveis que ofereixen els Estats.

## Causes i conseqüències
En primer lloc, cal recalcar que aquestes cadenes de cures són, majoritàriament, protagonitzades per dones, i si més no, el motiu no és altre que la determinació amb la qual actuen i la importància que han pres sobre la societat els denominats rols de gènere, els quals han imposat unes normes no escrites i, entre d'altres conseqüències, han creat la divisió sexual del treball, i la segregació laboral.
Atès que la càrrega de les feines de cures recau socialment sobre les dones, ja que existeix una gran manca d'implicació i pressa de responsabilitat per part del homes i els Estats, les dones migrants supleixen en termes absoluts, o de forma  parcial, les feines que les dones dels països rics han deixat de realitzar per diverses causes. A la vegada, aquestes dones migrades que han deixat la seva llar al país d'origen, deleguen aquestes tasques a altres dones del mateix país o de països més pobres.

### Causes
Aquests processos migratoris en concret, cobreixen el dèficit de cures que hi ha als països rics, el que actualment es denomina, i ja és propi i característic d'aquesta època, crisis de les cures. Aquesta crisis neix com a resultat de diferents canvis demogràfics, econòmics i socials, entre els quals, com destaquen Laura Oso i Sònia Parella (2012),  els que més han contribuït en l'origen d'aquesta, són la progressiva incorporació de la dona en el mercat de treball, l'exigència de temps i dedicació que imposa el mercat de treball per tota aquella persona que vulgui formar-ne part, l'envelliment de la població i l'increment de persones en situació de dependència, i la manca de sensibilitat i valorització per part dels Estats sobre les cures.
En l'actualitat, en països com Espanya, on hi ha un règim de benestar familista, on les famílies són clau pel conjunt de les tasques de cures, i els serveis que ofereix l'Estat són insuficients, la divisió sexual de treball segueix molt present. Les dones que treballen de forma assalariada fora de la llar, han de fer front a la doble jornada o doble presencia, que fa referència a la doble responsabilitat i càrrega que mantenen sobre les tasques domèstiques, malgrat realitzar una jornada laboral igual que les seves parelles. La conciliació de la vida personal i laboral és molt deficient, les empreses requereixen molta implicació durant jornades que sobrepassen les 8 hores diàries, i la corresponsabilitat entre pares i mares continua estant pendent, i és d'aquesta manera, que les dones migrades són la solució ràpida per cobrir aquestes necessitats indispensables, i que segueixen sent invisivilitzades socialment.

### Conseqüències
Mentre aquest dèficit de cures està sent cobert als països rics gràcies a la mà d'obra de dones migrades, les llars dels països d'origen pateixen una situació de redistribució de les tasques domèstiques que és gestionada per una altra dona de la família, per una dona de classe social més desfavorida, i en determinats països, per dones indígenes que provenen del món rural i es traslladen a les ciutats.
Quant a les conseqüències socials d'aquestes migracions, malgrat no hi hagin molts estudis, el que si que es pot determinar, és que qui pateixen aquestes migracions són especialment els infants i adolescents que creixen sense la seva mares, el que pot provocar problemes afectius i de creixement per aquests, i el que també afectarà, de manera indirecta, al desenvolupament dels països, ja que és la mà d'obra del futur. I per altra banda, són les pròpies dones migrades, moltes vegades mares, qui pateixen pel sentiment de culpa que tenen per haver deixat la seva llar, malgrat que el que els fa prendre aquesta decisió és estalviar i enviar diners per poder donar una millor vida als seus fills i filles.

## Situació de les dones migrades
En els darrers anys les dones han passat a ser les persones que migren més cap als països occidentals en busca de treball, malgrat haver de deixar la seva família, i encara que els rols de gènere, molt implantats en els seus països d'origen, puguin crear controvèrsia.
Són les dones qui migren perquè en els seus països és més complicada la seva incorporació al mercat de treball, i  perquè són elles les que tenen més facilitats per trobar un treball en l'àmbit privat a Espanya, la crisis de cures ha creat una gran demanda de treballadores domèstiques, dones, i no homes, perquè la divisió sexual del treball així ho estableix, i els homes no són el perfil que es busca a les llars.
El treball domèstic que s'ofereix actualment és un treball amb unes condicions molt precàries, de forma general, cobrant quantitats en negre, sense estar integrades al Règim de treballadors de la llar, ja que no disposen de permisos de treball, i el qual tampoc ofereix moltes garanties ni drets.
Per una banda, trobem el treball parcial, les dones són contractades per hores per fer feines de neteja a les llars familiars, o per fer tasques de cura d'infants, persones grans, o persones amb algun grau de dependència. I per l'altre banda, està el treball com a interines, el qual és a temps complert i molt més precari que el que es realitza a temps parcial. Les dones acostumen a viure en la mateixa casa que els “clients”, i han de fer-se càrrec bé de la gestió de la llar, i/o bé de la cura de la persona que necessita estar atesa, en moltes ocasions, durant les 24 hores del dia i els 7 dies de la setmana.